# Eucoenogenes aestuosa
Eucoenogenes aestuosa är en fjärilsart som beskrevs av Edward Meyrick 1912. Eucoenogenes aestuosa ingår i släktet Eucoenogenes och familjen vecklare. Inga underarter finns listade i Catalogue of Life.